# 龚举海
龚举海（1973年1月—），男性，汉族，湖北郧西人，大学学历，法学学士学位，1997年7月参加工作，1995年6月加入中国共产党。中华人民共和国政治人物、全国脱贫攻坚先进个人。

## 生平
龚举海于2016年出任中共竹山县委书记。因在脱贫攻坚战中作出突出贡献，2021年2月25日全国脱贫攻坚总结表彰大会上，龚举海被授予“全国脱贫攻坚先进个人”。
2022年1月，当选为十堰市人民政府副市长。